# 島邦男
島邦男（1908年—1977年），日本甲骨學家，早年師從宇野哲人，研究先秦哲學，1933年畢業於東京帝國大學支那哲學支那文學科。畢業後集中心力研究甲骨文，並至中國蒐集甲骨文資料。1953年出版《殷墟卜辭研究》，奠定其在甲骨學的地位。晚年罹患胃癌，於日本青森縣弘前市逝世，享年69歲。

## 著作
- 《祭祀卜辞の研究―甲骨卜辞の研究‧第一部》（青森縣：弘前大学文理学部文学研究室，1953年）
- 《殷墟卜辞綜類》（東京都：大安株式会社，1967年）
- 《五行思想と禮記月令の研究》（東京都：汲古書院，1971年）
- 《老子校正》（東京都：汲古書院，1973年）